# Serie A2 2000-2001 (calcio a 5)
Il campionato di Serie A2 2000-2001 è stato la 3ª edizione della categoria. La stagione regolare si è svolta tra il 14 ottobre 2000 e il 14 aprile 2001, prolungandosi fino al 19 maggio con la disputa delle partite di spareggio. In seguito al ripescaggio in Serie A del Reggio C5 e alla rinuncia dell'Ascoli sono state ripescate le retrocesse Delfino Cagliari e IGP Pisa, mentre il Vesuvio Napoli ha ceduto il proprio titolo sportivo all'Aversa. Le regioni più rappresentate in questa edizione sono Campania, Lazio, Lombardia e Sicilia con tre formazioni ciascuna. Abruzzo, Marche, Toscana e Valle d'Aosta sono presenti con due società a testa, mentre Friuli-Venezia Giulia, Sardegna, Umbria e Veneto una sola. In questa edizione si disputano ben tre derby cittadini: Milano (tra Milano C5 e Toniolo Milano), Pisa (tra IGP Calcetto e San Paolo) e soprattutto Palermo dove va in scena il triplice confronto tra Atletico Palermo, Pianeta Verde e Palermo Futsal.

## Girone A

### Classifica
|                                           | Pos. | Squadra                | Pt | G  | V  | N | P  | GF  | GS  | DR  |
| ----------------------------------------- | ---- | ---------------------- | -- | -- | -- | - | -- | --- | --- | --- |
| Vincitrice della Coppa Italia di Serie A2 | 1.   | Bergamo                | 48 | 22 | 15 | 3 | 4  | 120 | 94  | +26 |
|                                           | 2.   | CLT Terni              | 46 | 22 | 15 | 1 | 6  | 109 | 74  | +35 |
|                                           | 3.   | Arzignano              | 42 | 22 | 13 | 3 | 6  | 129 | 92  | +37 |
|                                           | 4.   | Aymavilles             | 41 | 22 | 12 | 5 | 5  | 103 | 83  | +20 |
|                                           | 5.   | Polisportiva Giampaoli | 35 | 22 | 11 | 2 | 9  | 122 | 109 | +13 |
|                                           | 6.   | San Paolo Pisa         | 33 | 22 | 10 | 3 | 9  | 112 | 112 | 0   |
|                                           | 7.   | Palmanova              | 31 | 22 | 10 | 1 | 11 | 81  | 84  | -3  |
|                                           | 8.   | Toniolo Milano         | 31 | 22 | 9  | 4 | 9  | 98  | 105 | -7  |
|                                           | 9.   | Aosta                  | 28 | 22 | 8  | 4 | 10 | 99  | 110 | -11 |
|                                           | 10.  | IGP Pisa               | 20 | 22 | 6  | 2 | 14 | 94  | 131 | -37 |
|                                           | 11.  | San Benedetto          | 17 | 22 | 5  | 2 | 15 | 67  | 101 | -34 |
|                                           | 12.  | Milano                 | 7  | 22 | 1  | 4 | 17 | 66  | 105 | -39 |

### Verdetti
- Bergamo promosso in serie A 2001-02 e qualificato al 1º turno dei play-off scudetto.
- Milano (non iscritto al campionato di competenza), San Benedetto e, dopo i play-out, IGP Pisa retrocesse in serie B 2001-02.

## Girone B

### Classifica
|  | Pos. | Squadra          | Pt | G  | V  | N | P  | GF  | GS  | DR  |
|  | ---- | ---------------- | -- | -- | -- | - | -- | --- | --- | --- |
|  | 1.   | CUS Chieti       | 47 | 22 | 15 | 2 | 5  | 129 | 70  | +59 |
|  | 2.   | Ercole Caserta   | 45 | 22 | 14 | 3 | 5  | 84  | 54  | +30 |
|  | 3.   | Delfino Cagliari | 44 | 22 | 13 | 5 | 4  | 83  | 53  | +30 |
|  | 4.   | Pianeta Verde    | 40 | 22 | 13 | 1 | 8  | 95  | 91  | +4  |
|  | 5.   | Ciampino         | 39 | 22 | 11 | 6 | 5  | 92  | 71  | +21 |
|  | 6.   | Lido di Roma     | 39 | 22 | 12 | 3 | 7  | 92  | 81  | +11 |
|  | 7.   | Atletico Palermo | 31 | 22 | 10 | 1 | 11 | 65  | 79  | -14 |
|  | 8.   | Palermo Futsal   | 26 | 22 | 6  | 8 | 8  | 78  | 80  | -2  |
|  | 9.   | Avezzano         | 23 | 22 | 6  | 5 | 11 | 74  | 86  | -12 |
|  | 10.  | Afragola         | 18 | 22 | 5  | 3 | 14 | 50  | 89  | -39 |
|  | 11.  | Aversa           | 18 | 22 | 6  | 1 | 15 | 62  | 89  | -27 |
|  | 12.  | Pomezia          | 5  | 22 | 1  | 2 | 19 | 49  | 110 | -61 |

### Verdetti
- CUS Chieti e, dopo i play-off, Ciampino promossi in serie A 2001-02. Teatini qualificati al 1º turno dei play-off scudetto.
- Aversa, Pomezia e, dopo i play-out, Avezzano retrocessi in serie B 2001-02.

## Play-off

### Formula
Si qualificano al turno successivo le squadre che, al termine delle due gare, avranno ottenuto il maggior punteggio o, a parità di punteggio, quelle che avranno realizzato il maggior numero di reti. In caso di ulteriore parità saranno disputati due tempi supplementari da 5' ciascuno, al termine dei quali, se perdurasse ancora la parità, sarà ritenuta vincente la squadra con la migliore posizione in classifica al termine della regular season. Le vincenti dei Play-Off si scontreranno con l'undicesima e la dodicesima classificata in Serie A per disputarsi la partecipazione al massimo campionato nazionale.

### Girone A
|  | Semifinali | Semifinali             | Semifinali | Semifinali | Semifinali |  |  | Finale    | Finale    | Finale | Finale | Finale |  |
|  |            |                        |            |            |            |  |  |           |           |        |        |        |  |
|  | 4          | Aymavilles             | 5          | 5          | 10         |  |  |           |           |        |        |        |  |
|  | 3          | Arzignano              | 3          | 8          | 11         |  |  | Arzignano | Arzignano | 4      | 8      | 12     |  |
|  | 5          | Polisportiva Giampaoli | 1          | 3          | 4          |  |  | CLT Terni | CLT Terni | 3      | 5      | 8      |  |
|  | 2          | CLT Terni (dts)        | 0          | 6          | 6          |  |  |           |           |        |        |        |  |

### Girone B
|  | Semifinali | Semifinali       | Semifinali | Semifinali | Semifinali |  |  | Finale        | Finale        | Finale | Finale | Finale |  |
|  |            |                  |            |            |            |  |  |               |               |        |        |        |  |
|  | 5          | Ciampino (dts)   | 3          | 9          | 12         |  |  |               |               |        |        |        |  |
|  | 2          | Ercole Caserta   | 4          | 6          | 10         |  |  | Ciampino      | Ciampino      | 3      | 8      | 11     |  |
|  | 4          | Pianeta Verde    | 2          | 5          | 7          |  |  | Pianeta Verde | Pianeta Verde | 1      | 6      | 7      |  |
|  | 3          | Delfino Cagliari | 2          | 3          | 5          |  |  |               |               |        |        |        |  |

### Risultati

#### Primo turno
Andata

28 aprile 2001
- Brandoni Giampaoli AN – CLT Terni 0-1
- Aymavilles - Arzignano Grifo 5-3
- IFC Ciampino - Delta Star Ercole CE 3-4
- ITI Caffè Pianeta Verde PA - Delfino Cagliari 2-2

Ritorno

5 maggio 2001
- Arzignano Grifo - Aymavilles 8-5
- CLT Terni - Brandoni Giampaoli AN 6-3 d.t.s.
- Delfino Cagliari - ITI Caffè Pianeta Verde PA 3-5
- Delta Star Ercole CE - IFC Ciampino 6-9 d.t.s.

#### Secondo turno
Andata

12 maggio 2001
- Arzignano Grifo - CLT Terni 4-3
- IFC Ciampino - ITI Caffè Pianeta Verde PA 3-1

Ritorno

19 maggio 2001
- CLT Terni - Arzignano Grifo 5-8
- ITI Caffè Pianeta Verde PA - IFC Ciampino 6-8

## Play-out

### Andata
|          | Risultati |          | Data           | Luogo                        |  |
| -------- | --------- | -------- | -------------- | ---------------------------- |  |
| Afragola | 0-0       | Avezzano | 26 aprile 2001 | Napoli, PalArgine            |  |
| IGP Pisa | 1-1       | Aosta    | 28 aprile 2001 | Pisa, Palazzetto dello Sport |  |

### Ritorno
|          | Risultati      |          | Data          | Luogo                               |  |
| -------- | -------------- | -------- | ------------- | ----------------------------------- |  |
| Aosta    | 2-2 (6-4 dts)  | IGP Pisa | 5 maggio 2001 | Aosta, Centro Sportivo "Montfleuri" |  |
| Avezzano | 0-2 a tavolino | Afragola | 5 maggio 2001 | Avezzano, Campo "Eolo Galano"       |  |